# Новозибківський район
Новозибківський муніципальний район — адміністративна одиниця на сході Брянської області Росії.
Адміністративний центр — місто Новозибків.

## Географія
Площа району — 989 км². Основні річки - Іпуть, Снов, Вага, Карна, Сінявка, Вепринка.

## Історія
5 липня 1944 року Указом  Президії Верховної Ради СРСР була утворена Брянська область, до складу якої, поряд з іншими, був включений і Новозибківський район.

## Демографія
Населення району становить 12,8 тис. чоловік. Усього налічується 65 населених пунктів.

## Відомі люди
- Галайда (Поляков) Дмитро Якович - підполковник Армії УНР.
- Драгунський Давид Абрамович, двічі Герой Радянського Союзу.